# 編成 (鉄道)
鉄道における「編成」（へんせい）とは、列車を運転するために車両を組成したものであり、これを列車編成とも呼ぶ。さらに、列車を運転するために、あらかじめ一定の車両を組成して管理しておくこともあり、これも編成と呼ぶ。後者は単独で列車編成となることもあり、また複数ではじめて列車編成となることもある。
列車編成は列車回数や列車速度とともに輸送力を決定する3要素の一つである。列車編成を増やして一回の輸送力を増すことは他の輸送機関（航空機や自動車など）にはみられない鉄道の特性である。

## 列車と編成
「列車」はもともと複数の鉄道車両が列をなして構成されることから名付けられた言葉であるが、現在では「駅間をダイヤに基づいて走行する鉄道車両」を意味するため、たとえ1両（単行）であっても駅間を走行していれば列車と呼ばれる。その列車における車両の組成を示すときは「編成」あるいは「列車編成」という用語が用いられる。

### 列車回数と列車編成
列車回数が同じでも列車編成の編成両数を増やせば全体の輸送力も増える。ただし、列車時隔をそのままにして編成両数だけを増やすと乗車待ち時間は長くなりホーム上の歩行距離も増えるなど旅客の負担が大きくなる。同時に長大編成列車に対応した駅の有効長の長大化など、経済的な問題もある。
また、列車回数は列車時隔で決まるが、列車は等速度で運行できるものではないので、列車時隔を短縮するためには編成両数に応じた出力が必要となる。機関車が牽引する列車では、機関車の能力と、運転される線区の状況（勾配）や運転速度によって編成重量（換算両数も参照）が制限される。そのため、長編成の列車を牽引する区間では、機関車を2両以上連結する重連運転が行なわれたり、より強力な機関車に交換され、速度を維持する。電化区間であれば十分な変電所容量も必要となる。

### 列車編成と列車速度
編成両数に応じた出力があれば列車編成の増大と列車速度の向上は矛盾しない。しかし、長大列車の高速運転にはエネルギー負荷の問題があり、電車であれば同一の輸送力であっても列車編成を大きくして間合いを延ばしたほうが必要な電気設備容量は大きくなる。

## 車両と編成

### 車両編成
鉄道車両ではあらかじめ特定の組成を構成している場合があり、これも編成と呼ばれることがある。たとえば、電車においては、走行するための電動機を搭載している電動車と搭載しない付随車、運転席を有する制御車と有しない中間車などから構成される。電車は走行あるいは旅客サービスに必要となる機器・設備を各車両に分散して搭載し、車両ごとに機能を分担させていることが多いため、車両の連結方法や連結順序には制約が多い。そのため、個別の車両をその都度連結解放するより、あらかじめ、必要な順序に組成して、その単位で運用する方が有利であり、この組成についても編成と呼ぶ。さらに、複数の編成を併結して1本の列車の編成として運転される場合もある。なお、この用法における「編成」の場合には、一つの編成がそれ単独で列車として運転できるものとは限らない。

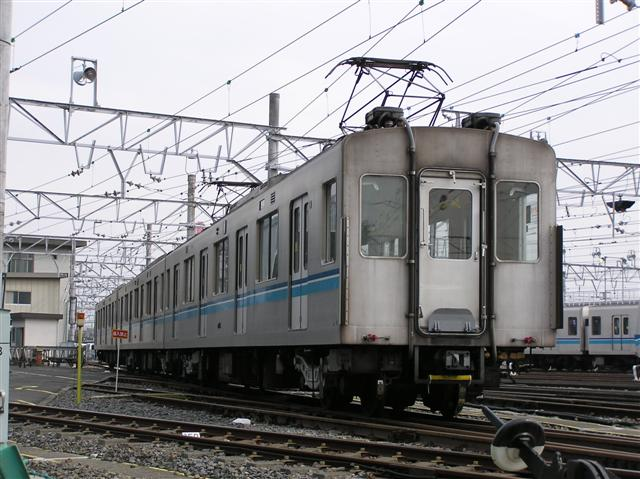
固定編成を構内で分割した例
東京メトロ05系

完全に切り離しできないような構造になっている場合は固定編成と呼ばれる。こうした車両は、永久連結器を用いることにより、工場での検査時以外は、車両同士の切り離しができないようになっていることも多い。また、固定編成であっても、検査施設の都合により、ある部分で編成の分割ができるようになっていることがあり、その部分に構内運転用の簡易運転台が設備されていることもある。なお国鉄20系客車以降の特急寝台客車は、各車に自動連結器が装備されており、自由に組成を変更できるが、同系の車両による一定の編成を組み、サービス電源などを一体として供給することを前提としており、これらも固定編成と呼ばれる。
古くは、固定編成の概念がなく、車両を編成単位ではなく車両単位で管理するため、検査などのため、編成の一部分を別の車両と入換えることが普通だった。車両基地には事業用車（牽引車）が配置されており、編成組替えに伴う構内移動や、中間車の回送などに使用されている。
一方、現在でも気動車や客車は、車両単位で管理されていることが多い。そのため、乗客の増減に対応して、1両単位で弾力的に編成の伸長・短縮ができることが、増解結に制約の多い電車に対する気動車、客車の利点の一つとされている。
また、ふだんは編成に組み入れない車両（増結用車両）を別に保有し、必要に応じて編成中に組み入れることもある。

### 基本編成と付属編成
列車の運転に際して、全区間同一の編成のままでは不都合な場合がある。たとえば次の通り。
1. 区間や時間帯によって、輸送量に大きな差がある場合。
2. 区間により有効長の関係等によって、編成の長さが制限される場合。

2.の場合必然的に、区間により編成の長さを短くする必要がある。また1.の場合にも輸送量が少ない区間も長い編成で運転することは、運転に要する動力費などの経費の問題のみならず、車両の有効利用という意味でも無駄がある。
例えばA駅からC駅まで所要時間9時間の設定で、次のように昼行の上下列車を運転したとする。
- 下り：A駅8:00 → B駅12:00 → C駅17:00
- 上り：A駅20:00 ← B駅16:00 ← C駅11:00

この列車が10両編成だったとすると、当日に折り返しができないため毎日運転するためには2編成（2組）が必要になり、合計20両の車両が最低限必要になる。
しかし、A駅から途中のB駅までの輸送量が非常に多く、それ以外はさほどでもなければ、編成のうち6両（基本編成）を全区間運転し、4両（付属編成）をA駅・B駅間のみ運転すると、この部分は当日折り返しができるため、毎日同じ編成を使うことができる。したがって最低限必要な車両数は、次のように合計16両で済むことになる。
- 6両（基本編成）×2組 = 12両
- 4両（付属編成）×1組 = 4両

このような工夫で、限られた車両数での効率的な運用を図る。
また、電車などをあらかじめ6両の基本編成、4両の付属編成として組成して管理しておき、多客時は10両、閑散時は基本編成6両で運転するほか、場合によって4両の付属編成のみを運転するというような運用を行う場合もある。

### 編成番号

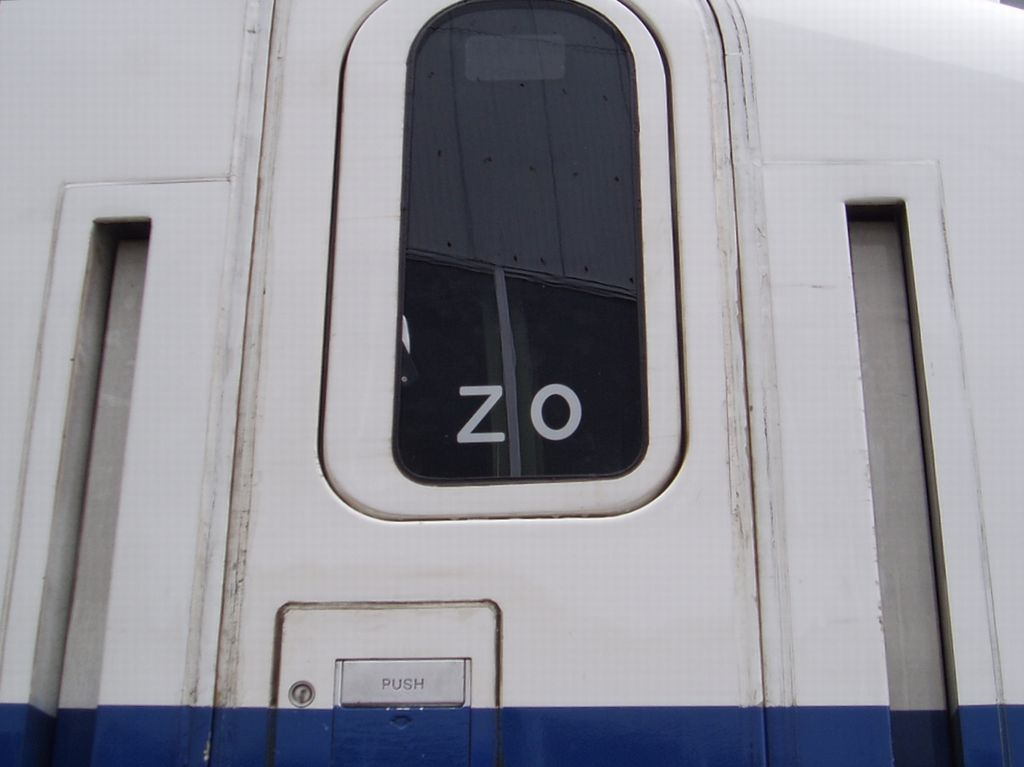
編成番号表記の例
新幹線N700系電車 Z0編成

鉄道事業者によって、編成番号の規則は異なっている。
JRの場合、電車（新幹線車両を含む）や特急用気動車などで、編成そのものの識別のために番号がつけられることが多い。番号はアルファベットと通し番号により表されているものがほとんどで、アルファベットは車両の形式、性能（同系列でも性能や機能が異なる場合がある）、組成（両数）、用途（基本、増結・付属など）を示し、番号は編成固有の番号を示している。編成番号は先頭車の前面や側面に表示されている。
ほとんどの私鉄・公営鉄道では、三岐鉄道や下記の近畿日本鉄道などを除くと、編成そのものに番号を付けている例は少なく、編成中の代表的な車両（先頭車など）の番号に編成を示すF（Formation の略）を付加して表す場合が多い。例えば、1101 - 1201 - 1301 - 1401の編成であれば「1101F」のように表記する。なお、名古屋市営地下鉄ではFではなくHを使用しており「1001H」のようになっている。
近畿日本鉄道では、編成番号に相当するものとして、アルファベットまたは数字1～2文字からなる「電算記号」と、編成中の代表的な車両の番号の下2桁を組み合わせて編成を表している。アルファベットの「I」は数字の「1」と混同しないよう、必ず小文字の「i」を使用する（例：iL「23000系」、Mi「6400系」）。電算記号は近鉄子会社の鉄道事業者（養老鉄道・伊賀鉄道・四日市あすなろう鉄道）の全車両と、近鉄に直通運転を行う阪神電気鉄道や大阪市高速電気軌道（Osaka Metro）、および京都市営地下鉄の乗り入れ車両にも付与されている。
類似のものとして、京浜急行電鉄では車両形式の略号が制定され、車両形式と編成によって「8MT」（2000形8両編成）や「8VF」（2代目1000形8両編成の内エアポート快特運用に対応可能の編成）と称している。ただし、これは形式とその編成に対する記号ではあるが、個々の編成に付番されているものではないため、厳密には編成番号ではない。同社では乗り入れを行っている他者の車両についても「8K」（京成電鉄車両8両編成全形式）、「8T」（都営地下鉄浅草線所属車両8両編成）などが付番されている。
名古屋鉄道でも類似のものが制定されているが（例:SR車4両編成車両の運用の場合は「SR4」、2000系は「C4」）、同社では京成や東京都交通局（浅草線以外の都営地下鉄各路線を含む）および北総鉄道などと同様に「F」を使わず、「1001編成」などのように「編成」と呼称する。

### 編成内の車両における記号
国鉄・JR各社では、101系以降の新性能電車や新幹線電車、気動車の各車両について次のような記号を用いて編成を表す場合がある（編成略（サフィックス）記号）。
- M - 動力車（走行用の動力が付いている車両。電車・気動車を問わず用いられる。Motor（モーター）から）
- D - 気動車（特に電車と気動車を区別する場合に、気動車の走行用エンジンの付いている車両に用いられる。Diesel（ディーゼル）から）
- T - 付随車（動力の付いていない車両。電車・気動車を問わず用いられる。Trailer（トレーラー）から）

電車の場合は奇数形式が基本となるため、偶数形式には電動車・付随車を問わず「'」（ダッシュ）を付けて区別する場合が多い。ただし、奇数形式でも（奇数形式の電動車（M車およびMC車）とユニットを組む）主要機器を持たない中間電動車をM'と表記したり、同じ形式でも搭載している機器が異なるため番台分けが行われている場合には、記号に数字を付けて「M1」や「M3」の様に区別することもある。
また、この記号を用いて1編成あたりの動力車と付随車の数（4M2T等）を表したり、1編成あたりの動力車と付随車の比率（MT比あるいはTM比という）を表す場合もある。
これらの記号には、さらにサフィックス（ひとまわり小さい記号）をつけることで詳細を表すことができる。表記は基本的に下記の通りであるが、大文字表記のものでもひとまわり小さく表記しづらい場合には小文字で表記される場合がある。またJR化後車両には、下記の記号に加えて独自の記号を使用している場合もある。
- C - 制御車（Control（コントロール）から）
- S - グリーン車（Special（スペシャル「特別車両」）から。なお当初はSecond（二等車）から）
- N - 寝台車（B寝台車。Night（ナイト）またはNeru（寝る）から。A寝台車（サロネ581形）の場合は「TNS」と表記）
- B - ビュッフェ（Buffet（ビュッフェ）から。普通客室との合造車が基本であるためhは付かない）
- D - 食堂車（Dining（食堂）から）
- K - 売店を設置した車両（在来線車両ではサハ164で、新幹線では新幹線0系電車25形、新幹線200系電車225形400・1400番台で使用された記号。Kōsaikai / Kiosk（駅構内の売店を意味する鉄道弘済会やキヨスク）から。特別客室あるいは普通客室との合造車が基本であるためhは付かない）
- Z - 事業用車
- P - 郵便車（Post（ポスト）から）
- g - 荷物車
- h - 普通車（グリーン座席と普通座席の合造車の場合のみ。ha（普通車の記号・ハ）、hanshitsu、half room（どちらも半室）から）
- d - 2階建車両（double decker（ダブルデッカー・2階建）から）
- H - ハイデッカー（High decker（ハイデッカー）から）
- e - 中間電源車（サービス用電源装置を搭載した普通車。electric（エレクトリック・電気）から）
- R - 特別車（E655系での御料車に当たる車両。Royal（皇室）から）
- F - 一等車（First（一等）から）
- O - 運転台撤去車

また、電動車とユニットを組むパンタグラフ付き付随車にA（Alternating Current（交流）から）やp（Pantograph（パンタグラフ）から）を用いる場合もある。

#### 使用の事例
たとえば電車の場合、運転台のある電動車（制御電動車）を 「MC」（クモハ）、動力のない食堂車を「TD」（サシ）、動力のないビュッフェ車を「TB」（サハシ）、運転台のある動力のないグリーン・普通合造車を「ThSC」（クロハ）のように表す。気動車の場合は、動力付きの食堂車を「MD」あるいは「DD」（キシ）、動力のない食堂車を「TD」（キサシ）、動力のないグリーン・普通合造車を「ThS」（キサロハ）のように表す。
これらの記号を用いることで列車の編成表を短縮することができる。
例えば485系・特急「雷鳥」編成の場合、普通に書くと
クロ481＋モハ485＋モハ484＋サハ481＋モハ485＋モハ484＋モハ485＋モハ484＋クハ481
となるが、略号を用いると
TSCMM'TMM'MM'TC
と略せる。
E655系の場合は
クモロE654-100＋モロE655-200＋E655＋モロE654-100＋モロE655-100＋クロE654-100
であるが
M'SC1MS2TRM'S1MS1T'SC1
となる。